# Prothema cakli
Prothema cakli är en skalbaggsart som beskrevs av Heyrovský 1967. Prothema cakli ingår i släktet Prothema och familjen långhorningar.
Artens utbredningsområde är Laos. Inga underarter finns listade i Catalogue of Life.